# Бардарбунга
Бардарбунга (ісл. Bárðarbunga) — це покритий кригою стратовулкан в Ісландії, під льодовиком Ватнайокутль. Другий за висотою в Ісландії (2 009 м.н.м.), він є центральним вулканом вулканічної системи довжиною до 200 км та шириною 25 км.

## Опис
Бардарбунга — це покритий кригою стратовулкан, розташований на північному заході льодовика Ватнайокутль в Національному парку Ватнайокутль. Він розташований між вулканами Ґрімсвотн та Тунґнафетлсйокутль.
Вулкан має висоту 2 009 м.н.м. (найвищий пік) і є другим найвищим вулканом Ісландії після Ерайвайокутль, пік Хванадальсхнукюр якого вище всього на 101 метр. Кальдера вулкану має площу близько 70 км², до 10 в ширину та до 700 м в глибину (всі дані до виверження 2014 року).
Бардарбунга був маловідомим вулканом Ісландії через розташування у віддаленому місці та нечасті виверження, однак нещодавні дослідження виявили, що багато шарів тефри, що їх раніше вважали виверженими іншими вулканами, насправді походять з Бардарбунґи.
Вулкан вважався активним з огляду на постійну сейсмічну активність, хоча і без вивержень. Крім того, була часта вулканічна активність за межами льодовика у високогір'ї на південний захід від вулкану, між льодовиками Ватнайокутль та Мірдальсйокутль (ісл. Mýrdalsjökull), під яким розташований вулкан Катла, а також на північний схід, у напрямку Дунґ'юфйотль (ісл. Dyngjufjöll). Упродовж крайніх семи років сейсмічна активність вулкану поступово зростала, а на північ від нього відкрились безліч тріщин. Після виверження Ґрімсвотну в травні 2011 вона знизилась, однак потім знову виросла до попередніх рівнів.

## Етимологія
Бардарбунга отримав назву на честь раннього (часів вікінгів) ісландського поселенця по імені Ґнюпа-Бардур (ісл. Gnúpa-Bárður, він же — ісл. Bárður Heyangur-Bjarnarson), і буквально перекладається як «Бардурова випуклість» або «Бардурова купина».

## Виверження та значна активність
Упродовж відомої історії значні виверження відбувались кожні 250–600 років. У 1477 році найбільше виверження Бардарбунга мало шостий індекс вулканічної експлозивності (VEI), а також є свідчення багатьох менших вивержень упродовж останніх 10 000 років.

### 6600 рік до н.е.

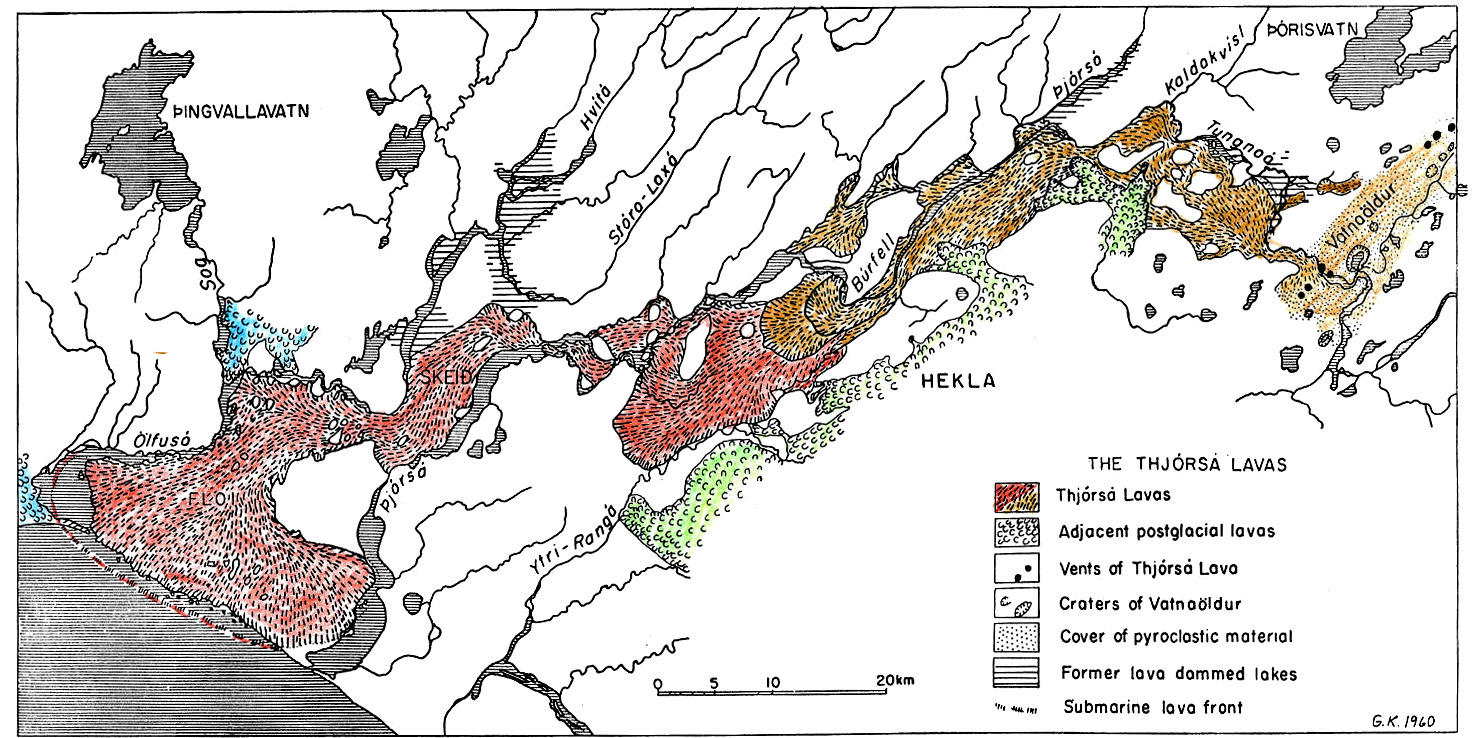

Лава Тйоурсау, найбільший лавовий потік голоцену, розпочався з Бардарбунґи близько 8 500 років тому. Загальний об'єм цього потоку оцінюється в 21 — 30 км³, оскільки він покриває до 950 км² та має товщину до 26 метрів.

### 870 рік
На південному заході від льодовика відбулося багато великих вивержень. Першим виверженням після заселення Ісландії людьми стало виверження Ватнайолдур близько 870 року, яке мало четвертий індекс VEI.

### 1477 рік
Найбільше виверження Бардарбунга, шостий індекс вулканічної експлозивності (VEI).

### 1701–1864рр.
Дослідження шарів тефри показало, що в цей період відбувся ряд вивержень під шапкою льодовика, найбільш ймовірно на північний схід від кратера або в Бардарбунга. Також були менші виверження на непокритій льодом території Дунґ'юхалс на північний схід.

### 1996 рік
Виверження з вулканічної тріщини Ґ'ялп в 1996 році показало, що між Бардарбунга та Грімсвотном існує взаємодія. Вважається, що це виверження було спровоковано землетрусом на Бардарбунга силою 5 балів за шкалою Ріхтера.

### 2007–2010 рік
З початку 2007 року почала наростати сейсмічна активність довкола вулкану.
26 вересня 2010 відбулася серія землетрусів в кількості більше 30 з магнітудами до 3,7 MW.

### 2014 рік
В травні 2014 відбулася невеличка серія землетрусів в кількості до 200. Дані GPS засвідчили, що в результаті в цьому регіоні відбувся зсув на 14 см в порівнянні з 2 см в решті Ісландії. Такі зсуви пов'язані з розходженням двох континентальних плит над плюмом, а магма тече для заповнення тріщин, створених у земній корі.
В середині серпня 2014 відбулася серія землетрусів в кількості більше 1 600 протягом 48 годин з магнітудами до 4,5 MW,
 за якою послідували наступні серії. В цілому, до цього часу загальна кількість землетрусів перевищила 10 тис.
Серії локалізовані в двох місцях: кальдері вулкану та кінці дайки, який розташований 5–8 км нижче поверхні та близько 40 км на північний схід від вулкану, продовжує рухатися від нього і вже вийшов за межі покритої льодовиком зони.
23 серпня Геологічна служба США оголосила про червоний код ризику для авіації (виверження). Однак вже наступного дня код ризику було знижено до помаранчевого, фактично відкликавши свої оголошення про виверження. Однак, пізніші огляди з повітря зсувів на льодовику на південний схід від вулкану підтвердили, що в ті дні відбувалось коротке підльодовикове виверження, яке однак припинилося.
Однак вже за кілька днів, 29 серпня, нова вулканічна тріщина довжиною до 600 м з'явилася на вулканічному полі Холураун, між вулканами Бардарбунга та Аск'я, а 31 серпня — ще одна, паралельна першій, довжиною до 1,5 км.
Станом на 03 вересня 2014 потік лави покривав 7,2 км². Середня сила виверження з тріщини становила до 100 м³ на секунду, плюм з неї піднімається на висоту до 5 кілометрів та розтягнувся на 60 км у північно-східному напрямку. Вулканічний попіл поки не помічений, однак плюм містить високу концентрацію двоокису сірки. По мірі виливу лави, сейсмічна активність знижується.
Однак, 03 вересня було помічено просідання території шириною 0,5–1 км довкола місця виверження, яке можливо тягнеться на 2 км на південь під льодовиком. А в кальдері відбувся землетрус магнітудою 5,5, однак ознак нового підльодовикового виверження поки не помічено.
07 вересня 2014 року лава з виверження вулкану Бардарбунга дісталась до берега річки Єкулса-а-Ф'єтлум.

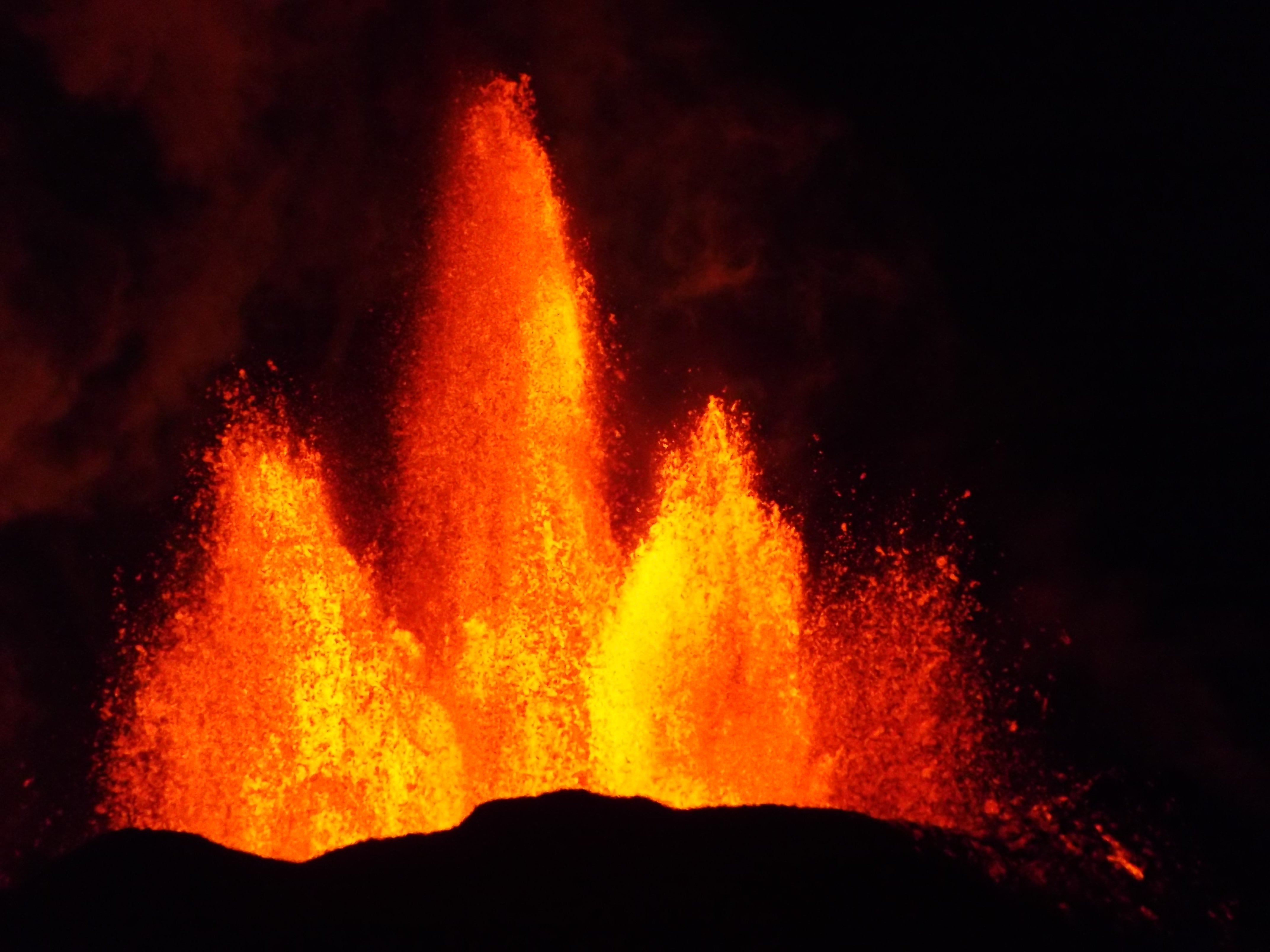
Лавові фонтани 13.09.2014

Станом на 21.09.2014 лава покривала 37 км², а її об'єм оцінювався в 0,4–0,5 км³. 
Станом на 05.10.2014 виверження тривало, кальдера продовжувала просідати на 40 см на день, тривали землетруси в зоні стін кальдери (силою до М5) та більш слабкі в зоні виверження. Станом на 26.11.2014 лава покривала 74 км², виверження, землетруси та просідання кальдери тривають. У грудні лава покривала 82,8 км², а просідання кальдери з початку виверження до 19 грудня склало 56 метрів..

### 2015 рік
Станом на 17 січня 2015 р. виверження вулкана Бардарбунга в Ісландії, що почалося в серпні 2014 року, продовжувалось, лавове поле зросло до 85 квадратних кілометрів. Сейсмічна активність вулкана як і раніше відчувається — щодня відбуваються підземні поштовхи (силою до М4–4,5 в кальдері та до 2М в зоні виверження та в деяких оточуючих районах).
28 лютого 2015 року було офіційно повідомлено про завершення виверження. Однак газове забруднення атмосфери в регіоні тривало, а територія на північ від вулкану, у тому числі вулкани Аск'я та Гердубрейд, залишалась закритою для відвідувачів. 16 березня 2015 року територія на північ від  Бардарбунга була відкрита для відвідувачів, за виключенням нового лавового поля та відстані 20 м від нього.

#### Ісландський метеоофіс
Сторінка сейсмічної активності на сайті Ісландського метеоофісу [Архівовано 11 червня 2018 у Wayback Machine.] оновлюється декілька разів на день у разі цікавих подій.